# National Association of Rocketry
Die National Association of Rocketry (NAR) ist ein amerikanischer Fachverband für Modellraketen in den USA mit rund 5200 Mitgliedern und 125 lokalen Clubs.

## Geschichte
Die NAR wurde 1957 durch G. Harry Stine und Orville Carlisle gegründet. Hintergrund waren zahlreiche schwere, oft tödliche Unfälle mit Amateurraketen in den Vereinigten Staaten Ende der 1950er Jahre. Mit der NAR entstand somit auch die Idee des durch einen Sicherheitskodex regulierten und daher sicheren Modellraketenbaus.

## Regulierungen
Zusammen mit der Tripoli Rocketry Association ging die NAR mit rechtlichen Schritten gegen Einschränkungen des Treibstoffes APCP vor und gewann 2009 ein mehrjähriges Gerichtsverfahren gegen das Bureau of Alcohol, Tobacco, Firearms and Explosives.